# Frank Dostal
Frank Dostal (Flensburgo, 16 de diciembre de 1945 - 18 de abril de 2017) fue un compositor y productor musical alemán. A fines de la década de 1960 fue cantante de la banda de rock The Rattles, que tuvo un éxito constante en Alemania durante la década de 1960, y luego del grupo Wonderland. A fines de la década de 1970, fue compositor del dúo vocal de éxito internacional Baccara.

## Biografía
Frank Dostal nació en Flensburgo y creció en Hamburgo. Antes de tomar sus exámenes de Abitur, dejó la escuela para convertirse en cantante de rock. Con una banda llamada The Faces (que no debe confundirse con la banda británica del mismo nombre de la década de 1970) ganó un concurso de talentos. Se unió a The Rattles como vocalista en 1966 y, en 1968, fundó Wonderland con el ex-Rattle Achim Reichel. Con Wonderland, cantó la voz principal y tocó los bongos, el bajo y el órgano. También escribió la letra de las composiciones de Reichel para la banda. Junto a Reichel, Dostal también fue director del Star-Club. Más tarde, los dos produjeron discos para niños, incluido Die große Kinderparty.
Más tarde, Dostal se dedicó exclusivamente a escribir letras. En la segunda mitad de la década de 1970, sus letras aparecían con frecuencia en el Hit Parade alemán. Trabajó para Pierre Kartner, Nana Mouskouri, la Goombay Dance Band y muchos otros.
En 1982 volvió a trabajar con Achim Reichel en el proyecto Weltschmertz, en el que ambos, trabajando bajo seudónimos , editaron un álbum del mismo nombre y dos sencillos. Debido a que no hubo éxito, la cooperación se terminó de nuevo.
Dostal saltó a la fama internacional como coautor de canciones del dúo vocal Baccara, siendo compositor de éxitos como Yes Sir, I Can Boogie, Sorry, I'm a Lady y Parlez-vous français?.
Frank Dostal estaba casado con Mary McGlory, ex bajista del grupo The Liverbirds. Tuvieron dos hijos.